# The Hunting Ground
The Hunting Ground è un documentario del 2015 diretto da Kirby Dick, relativo agli abusi sessuali che avvengono nei campus universitari americani.

## Riconoscimenti
Premio Oscar
- 2016 - Nomination miglior canzone a Lady Gaga e Diane Warren

Grammy Award
- 2016 - Nomination miglior canzone per arti visive a Lady Gaga e Diane Warren

Critics Choice Award
- 2016 - Nomination miglior canzone originale a Lady Gaga e Diane Warren

Satellite Award
- 2016 - Nomination miglior documentario a Amy Ziering
- 2016 - Miglior canzone originale a Lady Gaga e Diane Warren

Producers Guild of America Award
- 2016 - Nomination miglior documentario a Amy Ziering

iHeartRadio Music Awards
2016 - Miglior canzone a Lady Gaga e Diane Warren
Emmy Award
2016 - Miglior musica originale a Diane Warren